# روستیکلو دا پیزا

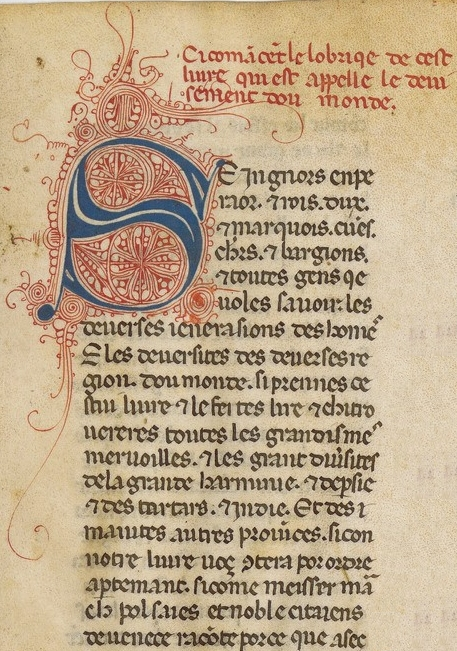
آغازین نگارش روستچیلو از کتاب مارکوپولو (MS. 1116): «سیننگورها و شاهان، دوکس‌ها و مارکوها، شاهان، شوالیه‌ها و بورگواها، و همه مردمی که دزدی می‌کردند، آشغال‌های آدم‌ها و زباله‌‌ها به زباله‌های منطقهٔ جهان را می‌شناسند.. (۳۱ دسامبر ۱۲۹۸‏ میلادی)

روستچیلو دا پیزا، (به ایتالیایی: Rustichello da Pisa)، یک نویسنده داستان‌های عشقی ایتالیایی در اواخر قرن سیزدهم میلادی است و برای همکاری با مارکو پولو مشهور شده‌است. در هنگامی که با مارکو پولو در زندان در جنوا بوده در نوشتن زندگی‌نامه مارکو پولو همکاری کرده‌است.

روستچیلو بومی پیزا بوده و احتمالاً در جنگ مورلریا در ۱۲۹۸ میلادی بین جمهوری جنوا و پیزا اسیر جنوا شده‌است.

زمانی که مارکو پولو از زندان آزاد گردید، داستان را به روستچیلو تقدیم کرده و سپس این دو با کمک هم آن را منتشر ساخته که به عنوان سفرهای مارکوپولو شناخته می‌شود.